# Kloster Beinwil

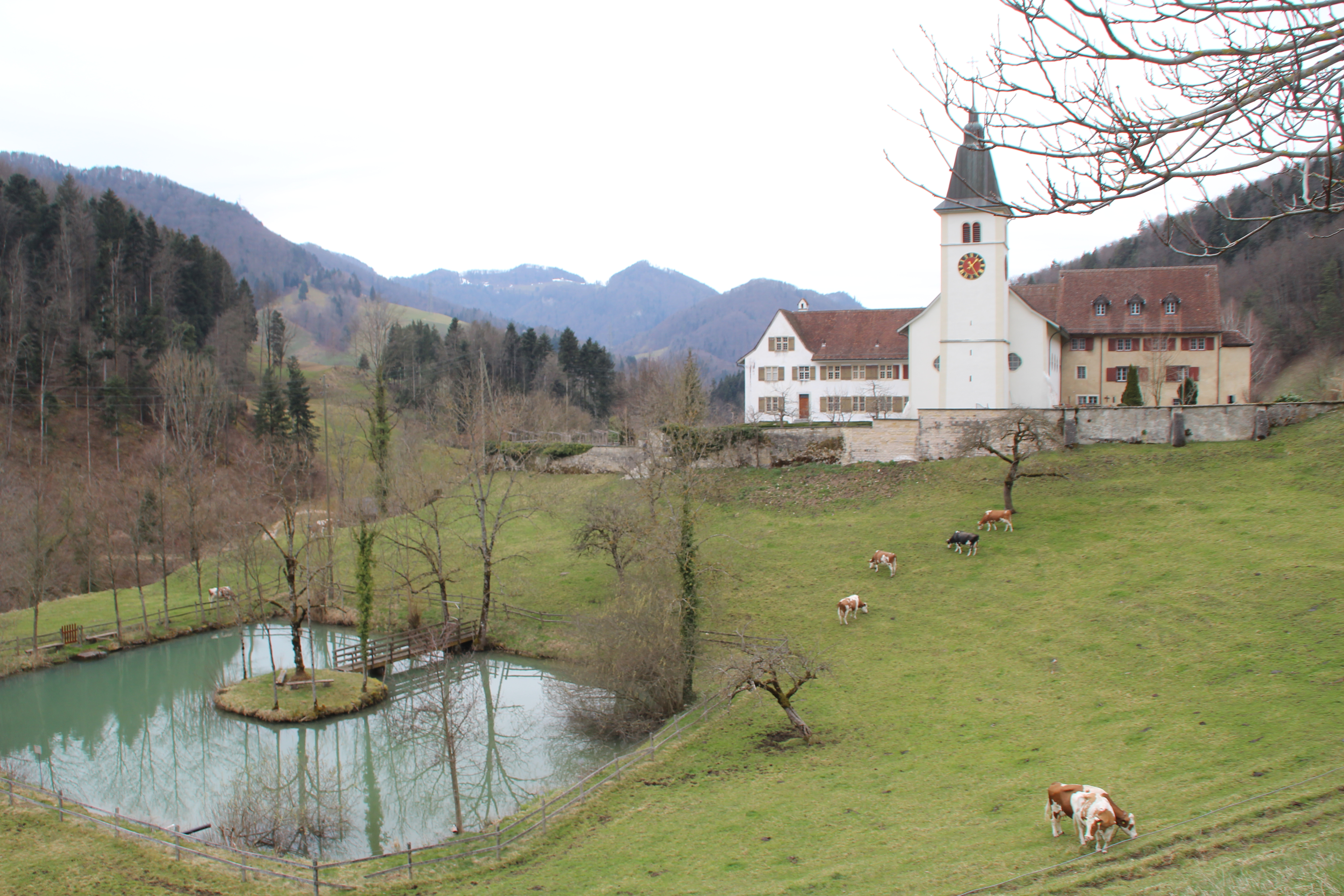
Ansicht von Osten

Das Kloster Beinwil, eine ehemalige Benediktinerabtei in Beinwil im Kanton Solothurn in der Schweiz, wird seit Anfang 2019 als byzantinisch-orthodoxes Kloster genutzt und trägt als solches den Namen Heiliges Orthodoxes Kloster Johannes Kapodistrias. Im März 2025 hat sich der russisch-orthodoxe Priesterkonvent im Kanton Zürich allerdings öffentlich vom Kloster distanziert und die ordentliche kanonische Zugehörigkeit in Frage gestellt.

## Geschichte

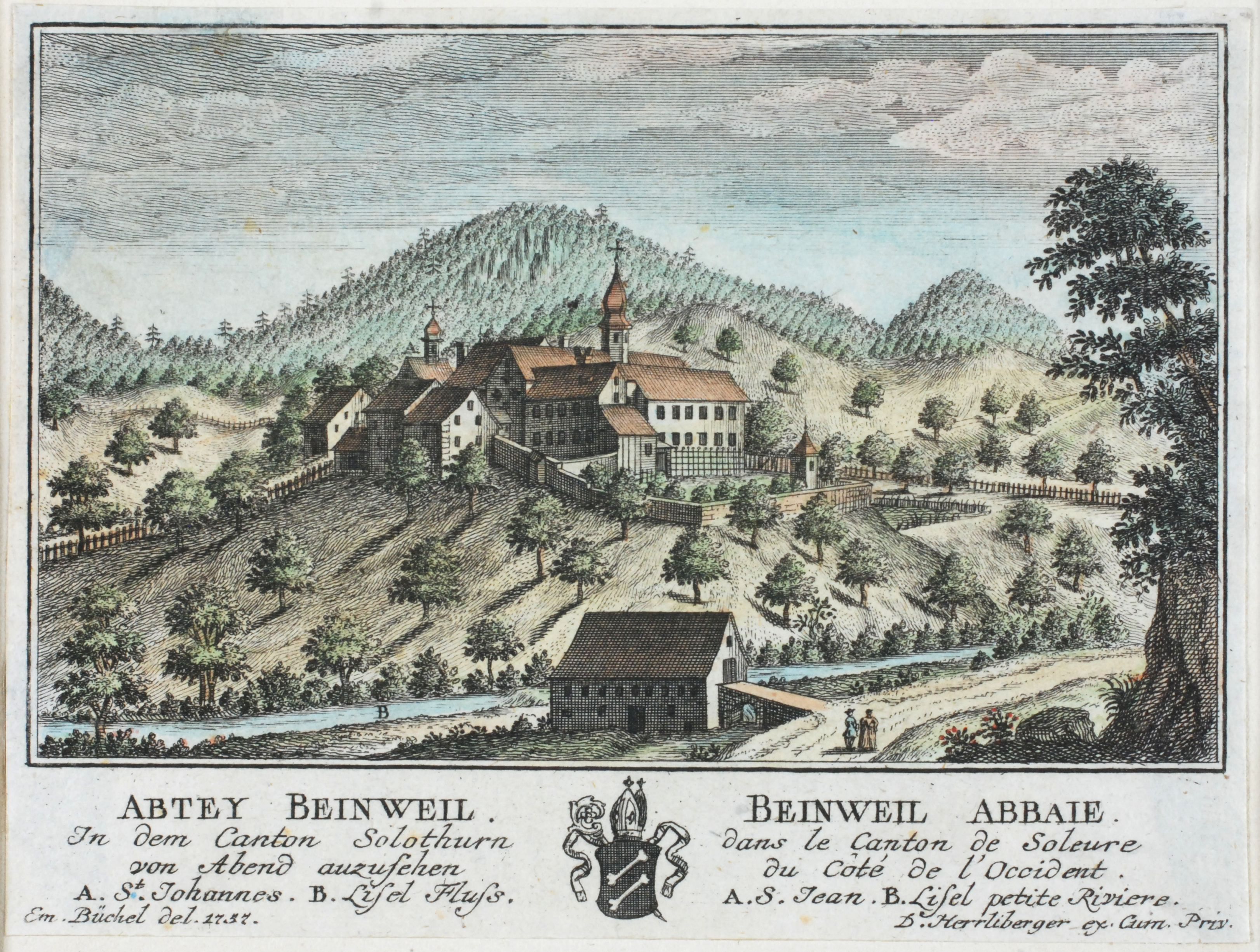
Abtei Beinwil, 1757/1758

Das Kloster wurde um 1100 wahrscheinlich vom lokalen Adel gegründet. Eine Gründungsurkunde liegt aber nicht mehr vor. Nach Streitigkeiten über Gebietsansprüche der Städte Solothurn und Basel an die Grafen von Thierstein, welche als Kastvögte des Klosters agierten, wurde das Kloster 1445 eingeäschert. Nachdem Beinwil 1519 an Solothurn gelangt war, übernahmen die Solothurner auch einen Grossteil des Klosterbesitzes als Pfand.
Während des 16. Jahrhunderts lebten nur noch wenige Mönche im Kloster, und die Betreuung wurde 1589 vom Kloster Einsiedeln, 1622 vom Kloster Rheinau übernommen. Da in der Abgeschiedenheit des Tals kein neuer Aufschwung des klösterlichen Lebens zu erreichen war, wurde die Verlegung der Abtei nach Mariastein vorbereitet, die 1648 ihren Abschluss fand. Von Mariastein aus wurde Ende des 17. Jahrhunderts das Kloster Beinwil mit einem barocken Neubau der Abteikirche und der Konventsgebäude wieder ins Leben gerufen. Das Kloster wurde während des Kulturkampfes im Jahr 1874 per Volksentscheid aufgehoben.
Heute gehört das Gebäude einer Stiftung, die es jeweils einer Gemeinschaft zur Verfügung stellt, «welche im Sinne des Evangeliums in Stille, Meditation und Gebet lebt und für die ökumenische Verständigung aller christlichen Konfessionen wirkt». Seit Januar 2019 lebten vier orthodoxe Männer und Frauen im ehemaligen katholischen Kloster, jetzt das «Heilige Orthodoxe Kloster Johannes Kapodistrias». Den beiden Gemeinschaften des orthodoxen Klosters standen zunächst Archimandrit Damaskinos und Äbtissin Archontia vor. Mit Stand vom August 2022 besteht die Gemeinschaft aus vier Mönchen, während die Nonnen ins Kloster Arnstein gewechselt haben. Die Kirche wird weiter von der römisch-katholischen Kirchgemeinde Beinwil benutzt. Im Dachgeschoss eines Nebengebäudes ist ein kleines Museum untergebracht.

### Brandkatastrophe
Am 4. August 1978 wurde kurz nach 13 Uhr in einem Zimmer des Klostergebäudes ein Brand entdeckt. Die Flammen griffen schnell auf die dem heiligen Vinzenz von Saragossa geweihte Kirche über. Fünf reich verzierte geschnitzte Altäre, die Kanzel, viele Statuen und die bemalte Holzdecke verbrannten. Der Turm, die Aussenfassaden und die neue Turmuhr waren nach einer zehnjährigen Renovation eben fertiggestellt worden. Im Klostergebäude wurden das Dach und zum Teil das erste Obergeschoss zerstört. Es wurde danach umfassend restauriert und mit einem in der Zeit um 1700 angefertigten Hochaltar aus Bellwald ausgestattet.

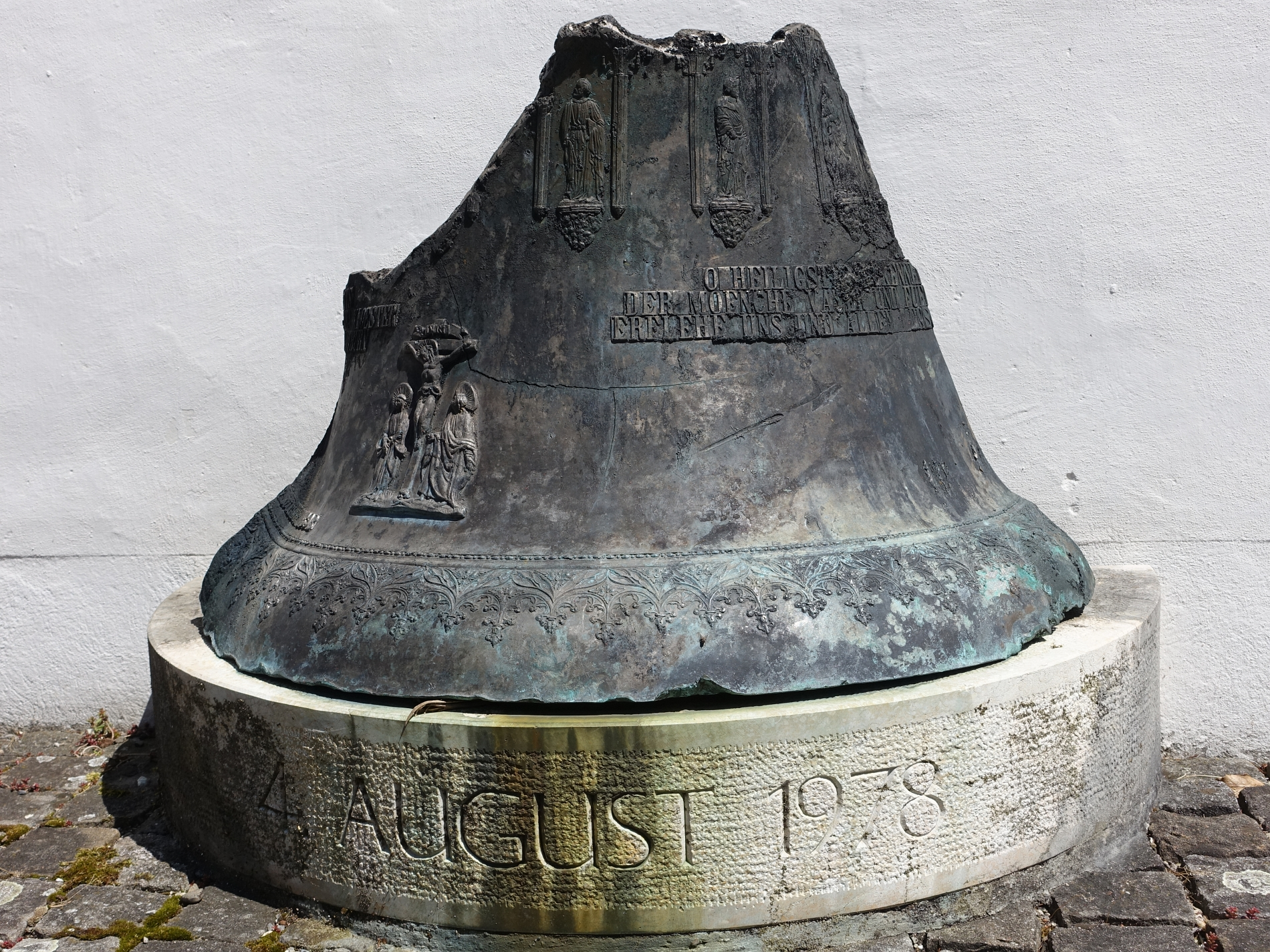
Durch den Brand zerstörte Glocke als Denkmal

### Äbte von Beinwil
- Esso, um 1100
- Werner, 1147
- Heinrich I., vor 1188
- Gerungus, Geruncus, 1194–1207
- Heinrich II., 1212–1236
- Ulrich I., 1241?
- Otto, 1246–1267
- Ulrich II., 1278

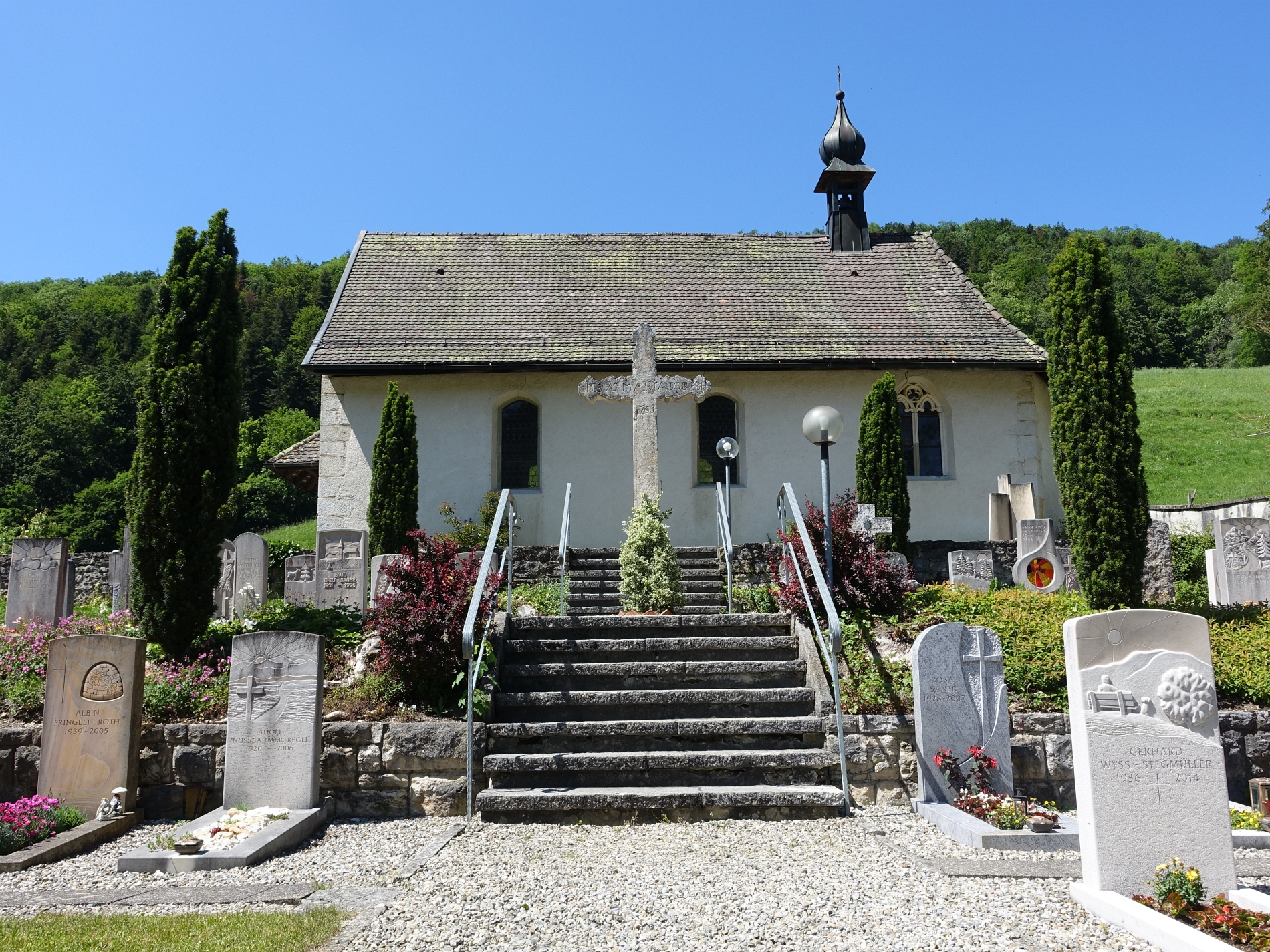
St.-Johannes-Kapelle

  - St.-Johannes-Kapelle(Peter Senftli/Senftelin, 1287 als »Schaffner und Pleger«)
- Ulrich, 1293
- Petrus, 1298–1217
- Heinrich III., 1324–1338
- Meyngos/Menozus, 1346–1351
- Jakob, 1370–1388
- Konrad, 1402–1406
- Johannes Walrami/Walraff von Thierstein, 1410–1414

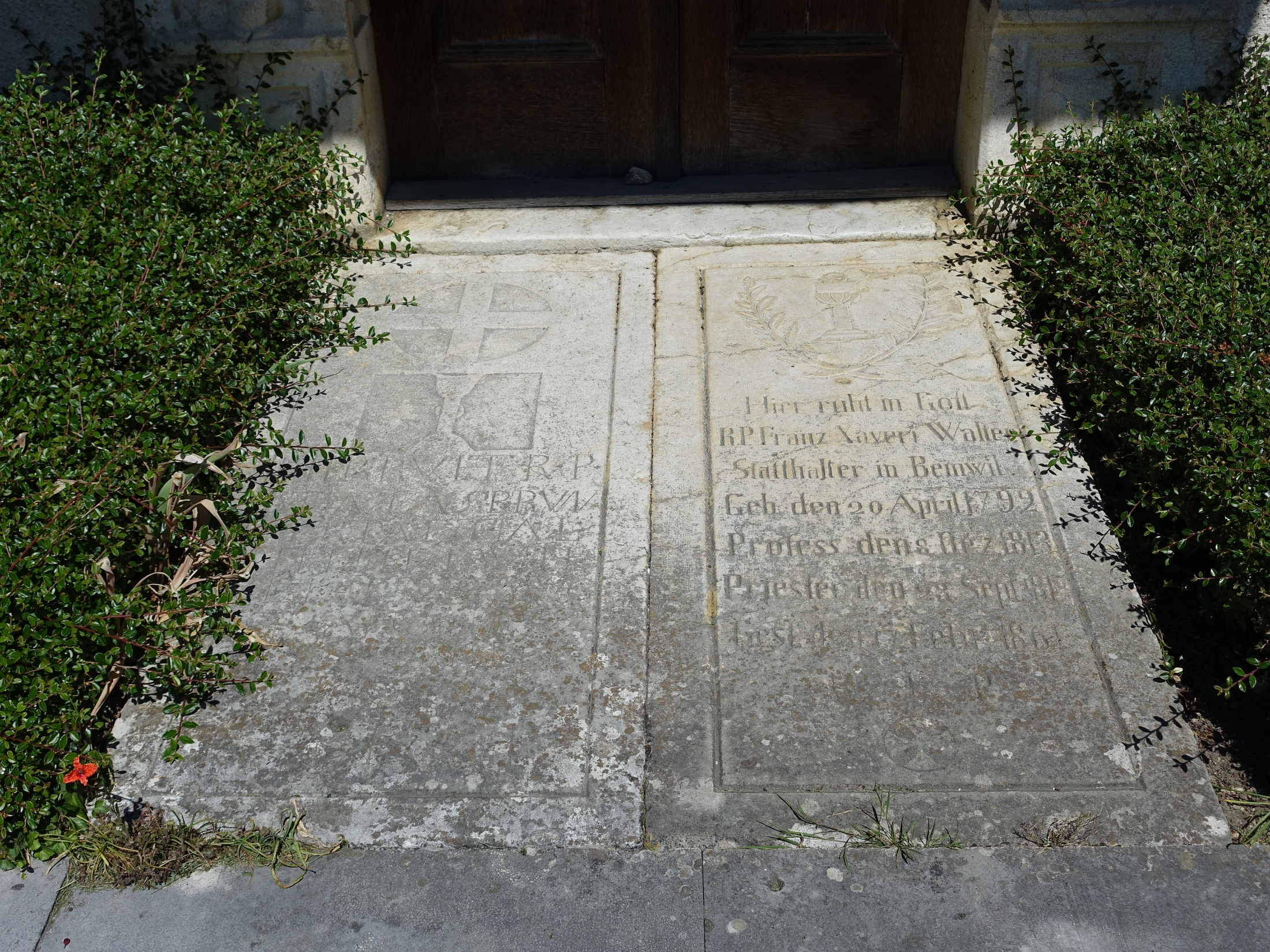
Grabplatten vor der St.-Johannes-Kapelle

- Heinrich Rotacker, 1415–1431
- Johannes von Oettingen, 1431–1443
- Johannes Streng, 1443–1462
- Grabplatten vor der St.-Johannes-KapelleJohannes Molitor/Müller, 1462–1485
- Rudolf von Saal, 1485–um 1500
- Johannes Kerckel/Körckel, 1503
- Nikolaus Ziegler, 1503–1513
- Ludwig Rapp, 1514–1527[6]
- Konrad Wescher, 1527–1554/55[7]

### Administratoren von Beinwil
- Jodok/Jost Strähler/Strähl, 1555–1565
- Urs Häni (Galliculus), 1565–1567
- Ägidius Gilg, Bürgi, 1567–1573
- Johann Schmid/Faber, 1573–1579
- Urs Reinhard, 1579–1588
- Johann Gruber, 1588–1589
- Wolfgang Spieß, 1589–1614
- Gregor Zehnder, 1614–1621
- Maurus Hofmann, 1621–1622
- Johann Frei, 1622
- Urs Buri, 1622–1633

## Gebäude
Die Klostergebäude steht auf einem Hügelsporn, der das Lüsseltal von Norden herkommend fast abriegelt. Das Kloster entstand in Etappen und wurde oft umgebaut und erweitert, wobei sich kein einheitlicher Baustil durchsetzen konnte.
Das Kloster wurde nach 1667 teilweise neu erbaut und minimal verlegt. Das »Spiesshaus« wurde 1594 erbaut. Der Westflügel wird auf das Jahr 1628 datiert.
Der Verding (Vertrag) über den Neubau wurde 1667 mit dem Maurer Jakob Tässig und dem Zimmerman Sebastian Gubelmann geschlossen. Der Grundstein wurde 1668 gelegt. Ende 1669 konnte das neue Konventhaus bezogen werden (Ost- und Westflügel). Die Kirche und das Kloster wurden 1670 geweiht. Die Kirche mit ihren fünf Altären wurde dem Patronat des Heiligen Vinzenz von Valencia unterstellt. Die auf der gegenüberliegenden Strassenseite, der alten Passwangstrasse gelegene Klosterscheune, wurde 1692 erbaut. Der Kirchturm erst 1764 errichtet, bis dahin war die Glocke in einem Dachreiter über dem Torbogen untergebracht. Der Kirchturm war anfänglich mit einem Spitzhelm gedeckt, erhielt 1842 einen Helm in der heutigen Form. Der nördliche Kreuzganggarten war von einem offenen Wandelgang begrenzt, der 1884 abgebrochen wurde. Die St.-Johannes-Kapelle, nordöstlich des Klosters neben der Scheune, wurde 1695 erbaut.

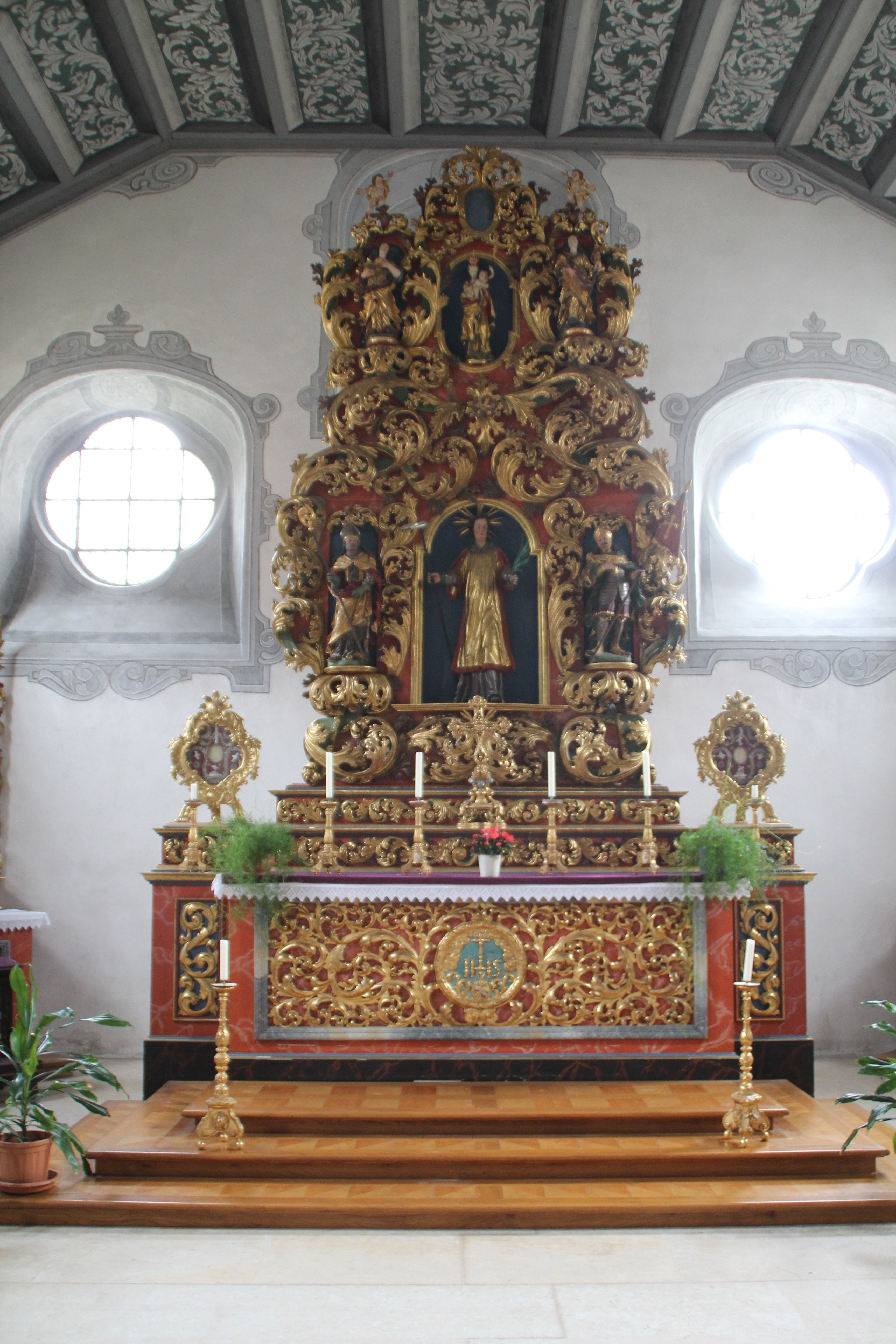
Hochaltar
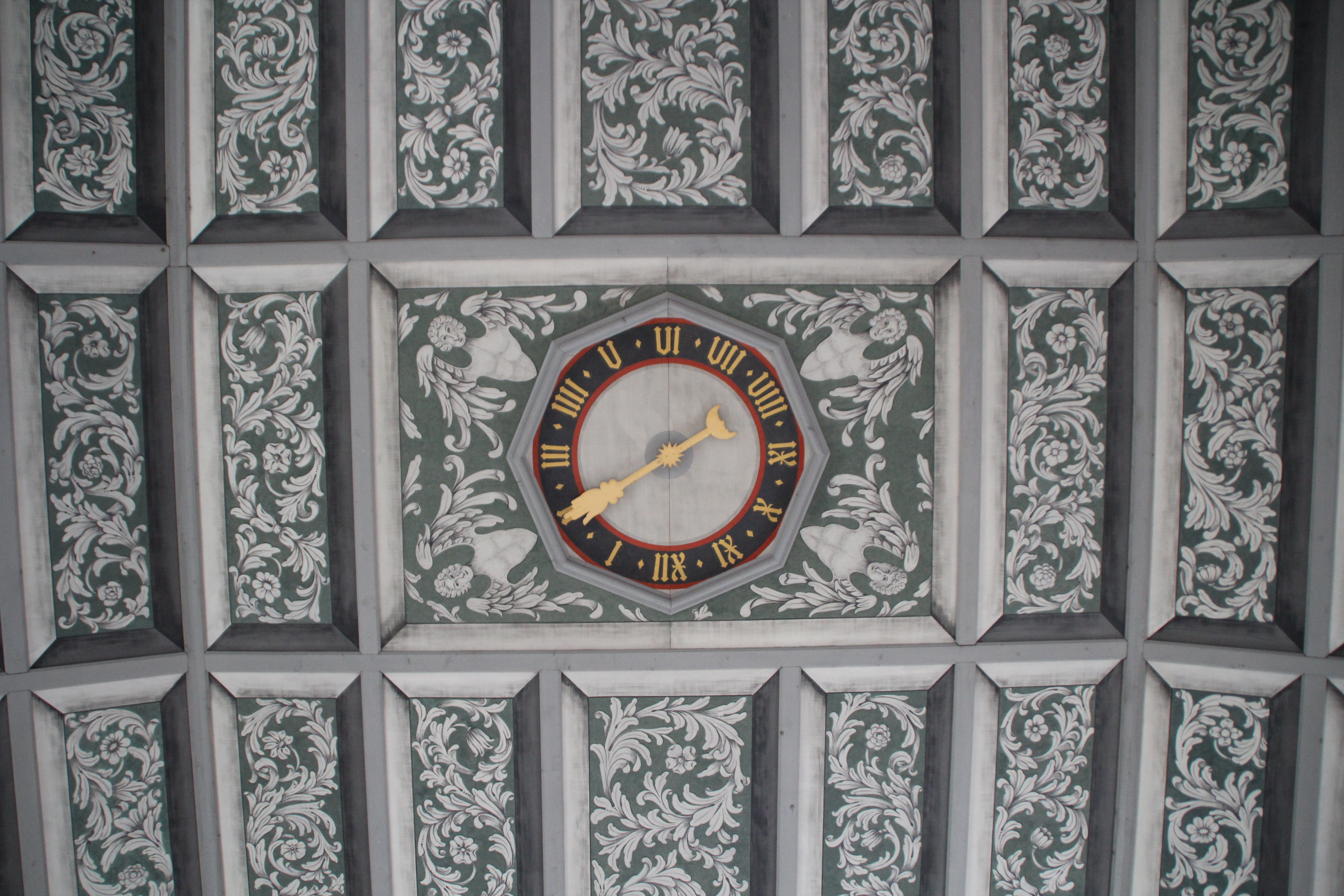
Decke über dem Chor
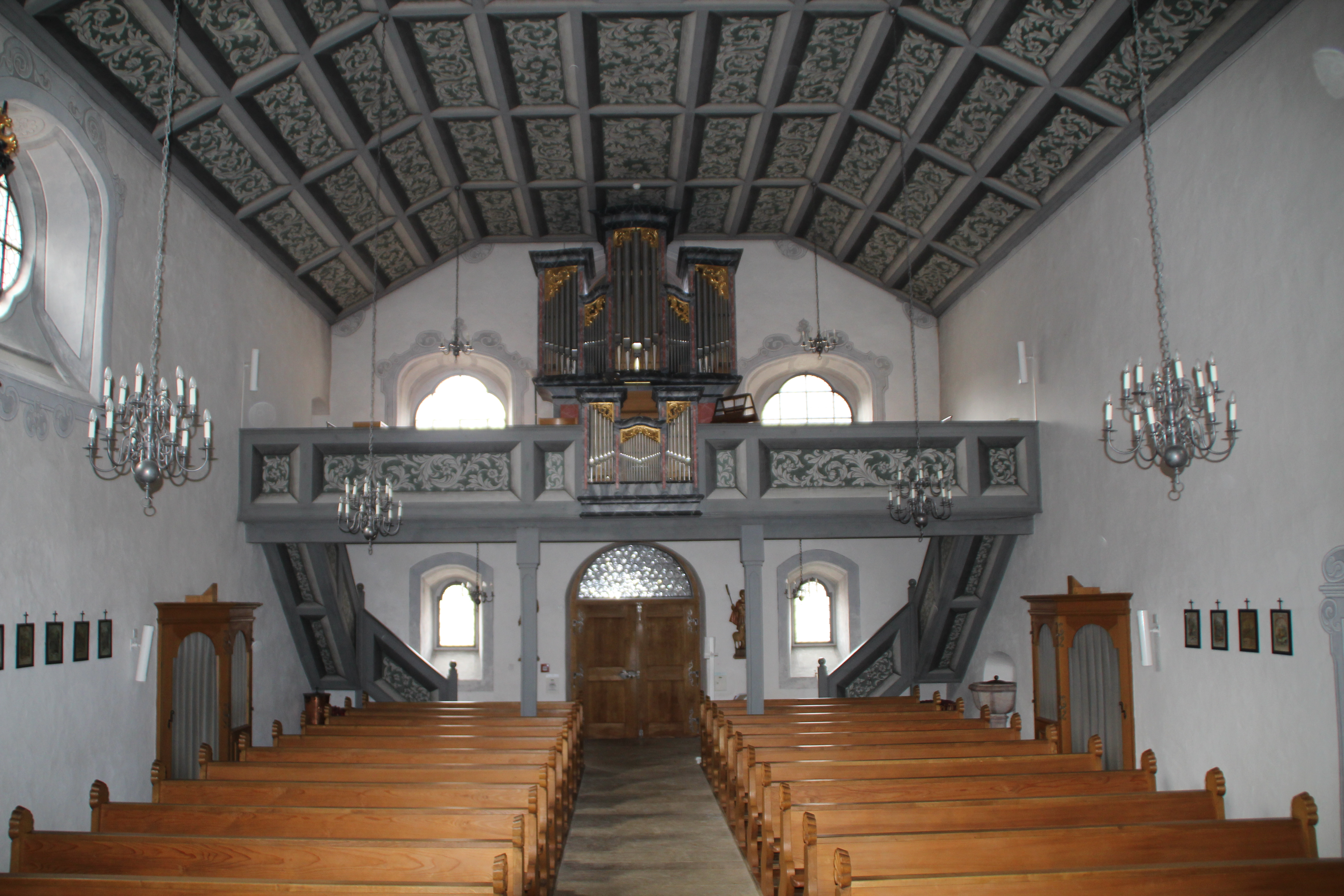
Galerie
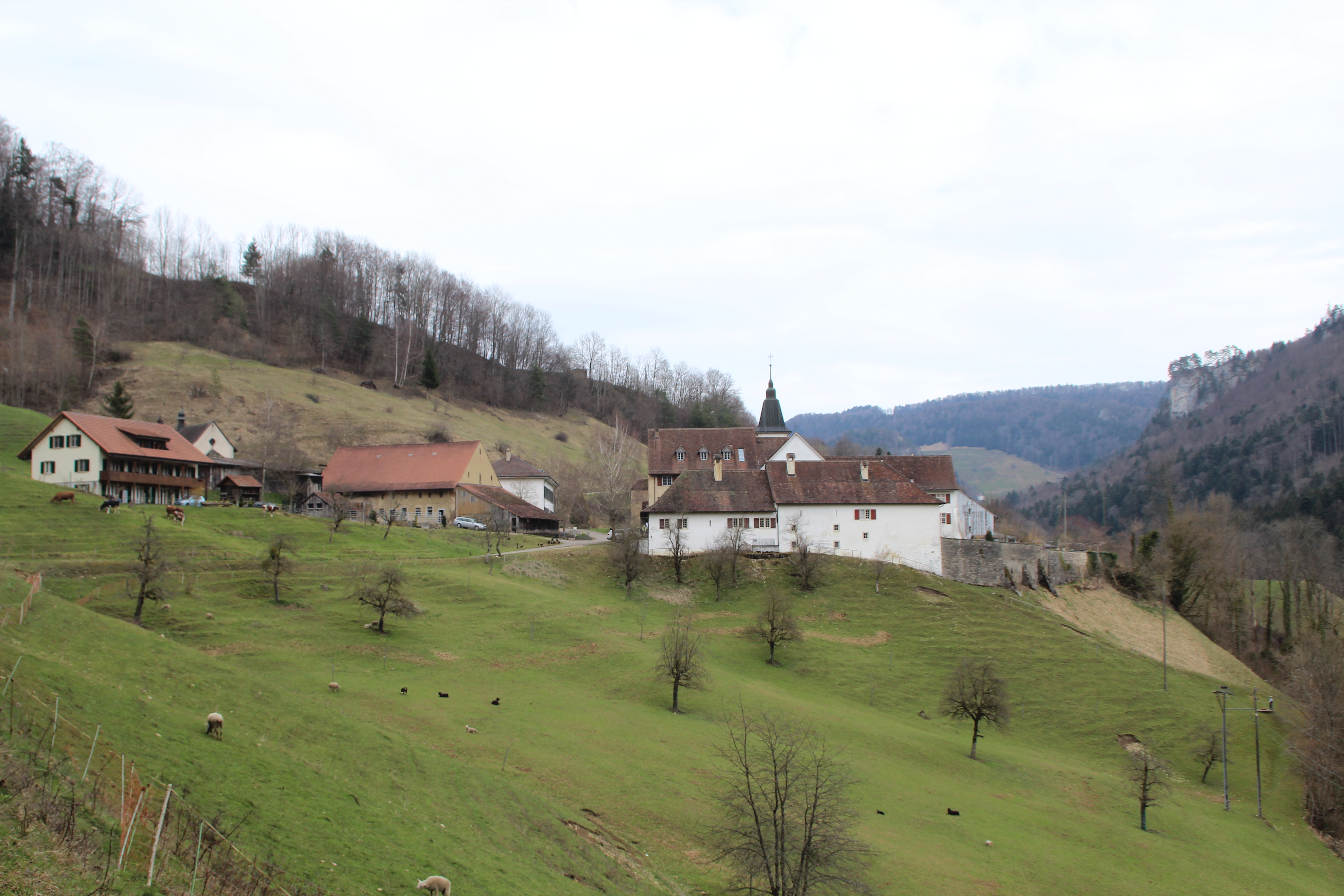
Ansicht von Westen